# Westerdam (Schiff, 2004)
Die Westerdam ist ein 2004 in Dienst gestelltes Kreuzfahrtschiff der Reederei Holland-America Line. Es ist das dritte Schiff dieses Namens und gehört der Vista-Klasse an.

## Geschichte
Die Westerdam entstand unter der Baunummer 6077 in der Werft von Fincantieri in Marghera. Ein Brand während der Ausrüstung des Schiffes am 17. Oktober 2003 verzögerte die Fertigstellung. Am 25. April 2004 wurde die Westerdam schließlich in Venedig getauft. Taufpatin des Schiffes war die niederländische Schauspielerin Renée Soutendijk. Im selben Monat nahm es den Kreuzfahrtdienst auf.

### Zwischenfälle
Am 10. Mai 2011 lief die Westerdam in der Yakutat Bay/Alaska südlich des Kluane-Nationalparks auf Eis, ihr Rumpf wurde hierbei auf einer Länge von knapp fünf Metern beschädigt.

Am 29. Juni 2015 kamen acht Passagiere des Schiffes ums Leben, als eine von der Reederei für einen Rundflug gebuchte de Havilland Canada DHC-3 Otter nordöstlich von Ketchikan abstürzte.

### Coronavirus 2020
Nach SARS-CoV-2-Infektionen auf der Diamond Princess wurde der Westerdam Anfang Februar 2020 von den Behörden mehrerer Staaten ein Anlegen in ihren Häfen verweigert, weil befürchtet wurde, dass sich auch hier Personen an Bord mit dem SARS-CoV-2-Virus infiziert haben könnten. Zu diesem Zeitpunkt gab es keine bestätigten Fälle an Bord. Das Schiff befand sich seit 1. Februar mit 1450 Passagieren auf einer zweiwöchigen Kreuzfahrt zwischen Japan und Taiwan. Sowohl Japan als auch Taiwan als auch später Guam, die Philippinen und Thailand lehnten ein Anlegen ab. Erst Kambodscha genehmigte am 12. Februar die Einfahrt in Sihanoukville und das Ausschiffen der Passagiere. Bei einer US-amerikanischen Passagierin wurde kurz darauf bei der Weiterreise nach Malaysia eine Infektion mit dem Virus diagnostiziert. Danach durften die verbleibenden 980 Passagiere und Besatzungsmitglieder der Westerdam das Schiff nicht mehr verlassen, bis sie negativ auf das Virus getestet wurden. Da inzwischen allerdings neben der Frau noch weitere 1276 Passagiere bereits ungetestet das Schiff verlassen hatten und weitergereist waren, befürchteten Experten eine nun sehr viel schwerer eingrenzbare Verbreitung der Coronavirus-Epidemie. Nach Medienberichten vom 22. Februar litt die 83-jährige Passagierin trotz vorherigen positiven Tests doch nicht an Covid-19.

## Ausstattung
85 Prozent der Kabinen an Bord der Westerdam verfügen über Meerblick, 67 Prozent haben einen eigenen Balkon. Das Schiff verfügt über mehrere Restaurants, Lounges, Bars, ein Theater, eine Bibliothek samt Internetcafé, eine Disco sowie ein Casino. Der Hauptspeisesaal trägt den Namen Vista Dining Room. Im Rahmen des Signature of Excellence-Programms wurde die Ausstattung im April 2007 modernisiert.
Eine Besonderheit der Westerdam ist die an Bord ausgestellte Kunst, die den Schwerpunkt Niederländische Herkunft in der neuen Welt hat. Zur Sammlung des Schiffes gehören ein Gemälde des niederländischen Segelschiffes Halve Maen, mehrere Skulpturen und Statuen sowie ein originales Porträt von Andy Warhol.